# Emergency! (album)
| Recensione | Giudizio |
| ---------- | -------- |
| AllMusic   |          |

Emergency! è un doppio album discografico a nome di The Tony Williams Lifetime, pubblicato dalla casa discografica Polydor Records nell'ottobre del 1969.

## Tracce

### LP
Lato A
1. Emergency! – 9:35 (Tony Williams)
2. Beyond Games – 8:20 (Tony Williams)

Lato B
1. Where – 12:09 (A. Hall)
2. Vashkar – 4:58 (Carla Bley)

Lato C
1. Via the Spectrum Road – 7:50 (A. Hall, Tony Williams)
2. Spectrum – 9:52 (A. Hall)

Lato D
1. Sangria for Three – 13:08 (Tony Williams)
2. Something Spiritual – 5:38 (Dave Herman)

## Musicisti
- Tony Williams - batteria
- John McLaughlin - chitarra
- Larry Young - organo

Note aggiuntive
- Monte Kay e Jack Lewis - produttori
- Registrazioni effettuate il 26 e 28 maggio 1969 al Olmstead Sound Studios di New York City, New York (Stati Uniti)
- Gene Radice - ingegnere delle registrazioni e del mixaggio
- Sid Maurer - foto copertina album originale e art direction copertina album originale
- Elaine Gongora - design copertina album originale
- Ralph J. Gleason - note retrocopertina album originale[3]